# Handle System
Handle System – system identyfikatorów przypisywanych do dowolnych obiektów zapisanych cyfrowo (plików, dokumentów elektronicznych itp.) należący i obsługiwany przez Corporation for National Research Initiatives (CNRI). Identyfikatory te są na stałe przypisane do obiektów niezależnie od ich fizycznego umiejscowienia i są powiązane z wpisami w specjalnej bazie danych umożliwiającej szybkie uzyskiwanie podstawowych informacji na temat tych obiektów poprzez usługi dostępne w sieciach komputerowych takich jak internet.

## Format identyfikatorów
Handle System jest częścią większej struktury o nazwie Digital Object Architecture (DOA), stworzonej przez CNRI. Podstawą działania Handle System jest definicja ogólnego formatu identyfikatorów. Oprócz tego Handle System zapewnia jednolity sposób łączenia tych identyfikatorów z wpisami w bazie danych przypisanych do nich obiektów.
Generalny schemat identyfikatorów wygląda następująco :
<Handle> ::= <Handle Naming Authority> "/" <Handle Local Name>
gdzie: Handle Naming Authority – identyfikator instytucji/ciała rejestrującego obiekt składający się z ciągu cyfr przedzielanych znakiem kropki, a Handle Local Name to dowolny ciąg znaków ASCII, który jest przypisany do konkretnego, zarejestrowanego obiektu.
Struktura i układ Handle Local Name mogą być w dowolny sposób ustalane przez instytucję/ciało rejestrujące obiekt pod warunkiem, że w jednoznaczny i unikatowy sposób jest on przypisany do tylko jednego obiektu.
Struktura Handle Naming Authority jest definiowana i rejestrowana przez Handle System oraz uznanych przez Handle System rejestratorów lokalnych. Handle Naming Authority ma strukturę drzewiastą. Dwie pierwsze cyfry tej części identyfikatora definiują jego rodzaj, a dokładnie instytucję lub inne ciało, która otrzymała od Handle System prawo do rejestrowania całego zakresu identyfikatorów. Np. identyfikatory zaczynające się od cyfr „10.” to system DOI zarządzane przez International DOI Foundation.
Te pierwsze cyfry przed znakiem „.” nazywane są prefixem. Każdy z rejestratorów, który uzyskał od Handle System prawo do posługiwania się określonym prefixem, może w obrębie swojego zakresu identyfikatorów tworzyć własne prefixy tworzące kolejne podgrupy identyfikatorów. Np. w ramach systemu DOI kolejne cyfry po prefixie „10.” definiują określoną instytucję/firmę rejestrującą określony dokument elektroniczny – np. wydawcę czasopism naukowych. Następnie wydawca, któremu system DOI przyznał jego prefix, może tworzyć kolejny prefix, definiujący konkretne czasopismo.
Np. identyfikator „10.1039/b413474e” – odpowiada publikacji naukowej w czasopiśmie „Journal of Materials Chemistry”, wydawanym przez The Royal Society of Chemistry.

## Dane przypisane do identyfikatorów
To jakie dane zostaną przypisane do identyfikatorów oraz w jakiej formie, zależy wyłącznie od decyzji rejestratorów. Zadaniem Handle System jest jedynie zapewnienie stałego powiązania między tymi danymi a identyfikatorami. Zazwyczaj do identyfikatorów są dołączane takie dane jak: adres URL pod którym można znaleźć kopię obiektu, do którego jest przypisany identyfikator, dane o jego właścicielu, warunki udostępniania i krótki opis zawartości obiektu.
System nie określa ani też nie narzuca żadnego systemu zapisu tych danych. Zwykle są one jednak zapisywane w postaci prostego pliku tekstowego lub jako dokument XML .

## Przechowywanie i dostęp do identyfikatorów
W ramach Handle System funkcjonują trzy serwery, których zadaniem jest gromadzenie i bezpłatne udostępnianie danych powiązanych z identyfikatorami. Serwery Handle system gromadzą obligatoryjnie wszystkie identyfikatory tworzone lub nadzorowane przez wszystkie instytucje, którym Handle System dał prawo do rejestrowania identyfikatorów i przydzielił im odpowiedni prefix. Serwery te to główny serwer oraz dwa serwery tworzące na bieżąco kopie bazy danych serwera głównego. Serwery te są zarządzane i opłacane przez CNRI i wykonują funkcję Globalnego Rejestru Handle (Global Handle Registry, GHR)
Instytucje, które otrzymały prefix, są zobowiązane do utrzymywania swoich własnych serwerów, na których są przechowywane dane dotyczące rejestrowanych przez nich identyfikatorów i stałej wymiany swojej części danych z serwerami GHR.
Oprócz przechowywania danych, serwery GHR są też publicznie dostępne przez internet i przy pomocy specjalnego protokołu hdl można z tych serwerów pobierać bezpłatnie dane umożliwiające „rozwiązywanie” identyfikatorów, tzn. uzyskiwanie informacji, które instytucje/firmy rejestrujące identyfikatory zapisały w bazie danych. W przypadku, gdy instytucja/ciało rejestrujące prowadzi swój własny serwer dostępny w internecie, serwery GHR przekazują tylko informację o adresie IP właściwego serwera rejestrującego, natomiast gdy serwer rejestrujący jest wyłączony lub niedostępny, przekazują bezpośrednio informację powiązaną z danym identyfikatorem.
Handle System udostępnia oprogramowanie umożliwiające tworzenie usług internetowych pozwalających na „rozwiązywanie” określonego zakresu identyfikatorów, napisane w języku Java. Samo oprogramowanie jest dostępne bezpłatnie, jednak aby móc uruchomić serwis umożliwiający „rozwiązywanie” identyfikatorów” przy pomocy zwykłej przeglądarki internetowej, należy podpisać z Handle System stosowną umowę i zapłacić od 50 do 425 USD
Przykładem takiego serwisu „rozwiązującego” identyfikatory Handle System jest dx.doi.org prowadzony przez International DOI Foundation i umożliwiający w prosty sposób odnajdowanie np. elektronicznych wersji publikacji naukowych. Aby się na przykład dowiedzieć, jakiej konkretnie publikacji odpowiada identyfikator „10.1039/b413474e” i gdzie tę publikację odnaleźć w internecie, wystarczy wpisać do okna adresowego przeglądarki internetowej http://dx.doi.org/10.1039/b413474e.

## Najważniejsze zastosowania
Z Handle System korzysta współcześnie wiele instytucji i firm. Są to m.in.:
- System DOI zarządzany przez International DOI Foundation, który zapewnia bezpłatny system rejestrowania identyfikatorów wszelkich dokumentów elektronicznych, do których ktoś rości sobie prawa autorskie – system ten jest jednak najczęściej stosowany do rejestrowania i wyszukiwania publikacji naukowych.
- CORDRA/ADL i DVIA – systemy należące do Departamentu Obrony Stanów Zjednoczonych w ramach których rejestrowane i zarządzane są dokumenty związane z obronnością Stanów Zjednoczonych.
- Globus Toolkit Integration Project – usługa, który w oparciu o mechanizm Handle System miałaby zastąpić, a właściwie przejąć zadania aktualnie działającego systemu DNS, przy pomocy którego rozpoznawane są i łączone z sobą komputery działające w ramach internetu.
- DSpace – projekt prowadzony przez MIT, w ramach którego tworzona jest baza danych na temat materiałów edukacyjnych tworzonych przez wszystkie wydziały i jednostki tej uczelni.
- The National Digital Library Program – projekt digitalizacji i stworzenia bazy danych dzieł zgromadzonych w bibliotekach publicznych i uczelnianych w Stanach Zjednoczonych.